# 変態プレイ
変態プレイ（へんたいプレイ）とは、一般的でない性行為において使われる言葉である。第三者には理解し難い特殊なプレイや、自身で変態と理解している異常なプレイの総称。

## おもな変態プレイ
- 露出プレイ
- 浣腸プレイ
- 拡張プレイ
- 剃毛プレイ
- 放置プレイ
- 羞恥プレイ
- 窒息プレイ
- 圧迫系プレイ
- 医療系プレイ
- 性的ロールプレイ（コスチュームプレイ）
- ろうそくプレイ
- エイジプレイ
- ペットプレイ
- ポニープレイ
- 金蹴りプレイ
- いちごプレイ
- 駅弁プレイ
- 鏡プレイ
- 炭酸プレイ